# Tentoriceps cristatus
Tentoriceps cristatus és una espècie de peix pertanyent a la família dels triquiúrids i l'única del gènere Tentoriceps.

## Descripció
- Pot arribar a fer 90 cm de llargària màxima (normalment, en fa 50).
- Cos molt allargat, comprimit i de color blanc argentat (esdevé gris argentat després de mort)
- 5 espines i 126-144 radis tous a l'aleta dorsal i 2 espines i 47-50 radis tous a l'anal.
- Aleta caudal absent.
- La línia lateral és gairebé recta i situada més a prop del contorn ventral que del dorsal.[5][6]

## Alimentació
Menja principalment peixets, calamars i crustacis.

## Hàbitat
És un peix marí, bentopelàgic i de clima tropical (37°N-43°S, 33°E-157°E) que viu entre 30 i 110 m de fondària.

## Distribució geogràfica
Es troba al mar Roig, el canal de Moçambic, Txagos, el mar d'Andaman, el nord i el sud-est d'Austràlia, el mar de la Xina Meridional, el mar de la Xina Oriental, el mar de Tasmània, les illes Filipines i el sud del Japó.

## Observacions
És inofensiu per als humans i es comercialitza fresc i en salaó a les illes Filipines.